# Đảng Đầy tớ của Nhân dân
Đảng Đầy tớ của Nhân dân (tiếng Ukraina: Слуга народу, đã Latinh hoá: Sluga narodu, SN) là một đảng chính trị tự do, thân châu Âu ở Ukraina.
Đảng được thành lập vào cuối năm 2017 và được đăng ký chính thức vào ngày 31 tháng 3 năm 2018 trên cơ sở đã đăng ký trước đó. Đảng được đặt tên theo bộ phim truyền hình Đầy tớ của Nhân dân của Ukraina. Trong cuộc bầu cử quốc hội năm 2019, đảng này đã giành được 124 ghế trong danh sách đảng toàn quốc và 130 ghế khu vực bầu cử.

## Lịch sử

### Thành lập
Về mặt pháp lý, đảng Đầy tớ của Nhân dân là đảng kế thừa của đảng Quyết định Thay đổi (Party of Decisive Change) (tiếng Ukraina: Партія рішучих змін) tồn tại từ tháng 4 năm 2016 và được thành lập bởi Eugene Yurdiga.
Đảng được đổi tên vào tháng 12 năm 2017 sau loạt phim truyền hình ăn khách cùng tên của Ukraina, Đầy tớ của Nhân dân do Volodymyr Zelenskyy đóng vai chính và được công ty sản xuất truyền hình Kvartal 95 thực hiện. Lãnh đạo đầu tiên của đảng sau khi đổi tên / giám đốc điều hành của Kvartal 95 là Ivan Bakanov. Vào thời điểm Kvartal 95 thành lập đảng, họ nói rằng phải đặt tên đảng như vậy để ngăn những người khác "đánh cắp" tên của bộ phim cùng tên vì "mục đích chính trị hoài nghi". Theo Zelenskyy, vào mùa hè năm 2017, "một số kẻ gian" gần như đã đăng ký một đảng gọi là "Đầy tớ của Nhân dân". Đầu năm 2018, Zelenskyy tuyên bố rằng đảng này "vẫn chưa phải là một dự án chính trị", và nói về tương lai của nó: "Hãy xem".
Vào tháng 12 năm 2017, Quỹ sáng kiến dân chủ Ilko Kucheriv và Razumkov Centre đã thăm dò 4% người Ukraina. Những người được thăm dò nói rằng họ sẵn sàng bỏ phiếu cho một đảng có tên là "Đầy tớ của Nhân dân" trong cuộc bầu cử quốc hội và vào tháng 5 năm 2018, sau đó con số này đã tăng lên 5% (mức tối thiểu cần thiết để vượt qua ngưỡng bầu cử của Ukraina). Khi Chesno cố gắng liên lạc với Zelenskyy và các đại diện của đảng vào tháng 9 năm 2018 để hỏi liệu đảng có tham gia bầu cử hay không, một phát ngôn viên của Kvartal 95 đã trả lời "Rất tiếc, đại diện của đảng không thể bình luận về yêu cầu của bạn. Hiện không có thông tin nào có thể được bạn quan tâm." ("Unfortunately, party representatives are unable to comment on your request. There is currently no information that might be of interest to you."). Dịch vụ báo chí của Kvartal 95 cũng không cung cấp cho Chesno hình ảnh của lãnh đạo đảng Bakanov.
Các biển quảng bá đảng "Đầy tớ của Nhân dân" đã xuất hiện trên đường phố của Ukraina vào tháng 11 năm 2018. Zelenskyy sau đó thừa nhận rằng những biển quảng cáo này chỉ là quảng cáo hợp pháp cho mùa thứ ba của loạt phim truyền hình Đầy tớ của Nhân dân nhưng cũng là một phần của chiến dịch tranh cử để có thể "tiết kiệm được rất nhiều tiền". Hầu như tất cả các khoản tiền năm 2018 đã được nhận vào đêm trước bài phát biểu năm mới 2019 của Zelenskyy, trong đó ông tuyên bố ứng cử vào cuộc bầu cử tổng thống Ukraina năm 2019.